# Uszty-majai járás

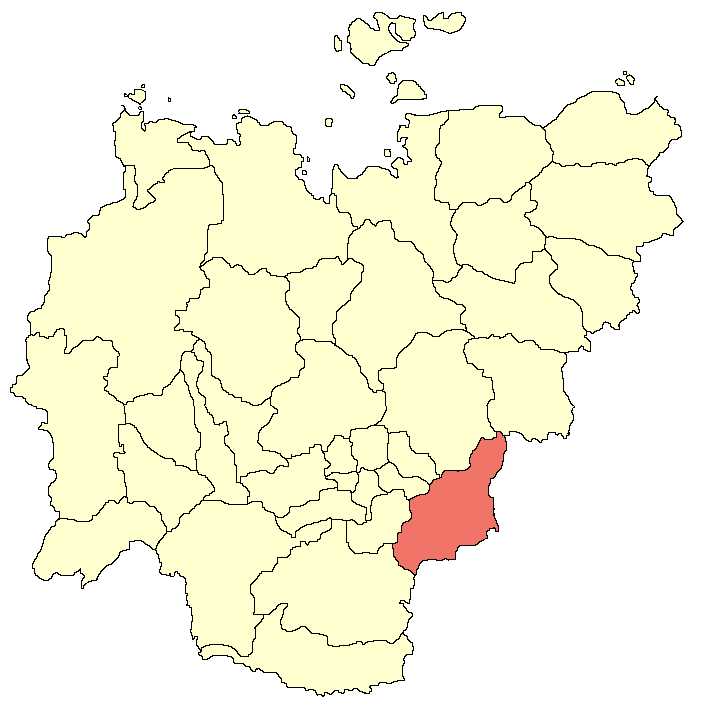
Az Uszty-Majai járás Jakutföldön

Az Uszty-Majai járás (oroszul Усть-Майский улус, jakut nyelven Уус-Маайа улууhа) Oroszország egyik járása Jakutföldön. Székhelye Uszty-Maja.

## Népesség
- 1989-ben 20 337 lakosa volt, melynek 64,2%-a orosz, 9,3%-a evenk, 7,1%-a jakut, 0,2%-a even.
- 2002-ben 11 568 lakosa volt.
- 2010-ben 8629 lakosa volt, melyből 4943 orosz, 1962 evenk, 779 jakut, 302 ukrán, 129 even stb.